# Jo Grimond
Pour les articles homonymes, voir Grimond.
Joseph Grimond est un homme politique britannique né le 29 juillet 1913 à St Andrews et mort le 24 octobre 1993 à Glasgow. Il appartient au Parti libéral, qu'il dirige de 1956 à 1967, puis au cours d'un bref intérim en 1976 à la suite de la démission de Jeremy Thorpe, pris dans un scandale judiciaire.
Il est élu député à la Chambre des communes pour la circonscription d'Orkney and Shetland en 1950 et conserve son siège jusqu'aux élections de 1983, où il ne se représente pas. Il est titré pair à vie la même année, devenant « baron Grimond de Firth dans le comté d'Orkney ».

## Retraite et décès
Après avoir quitté la Chambre des communes, il est créé pair à vie sous le nom de Baron Grimond, of Firth in the County of Orkney le 12 octobre 1983. Il reste attaché à son ancienne circonscription parlementaire et est enterré à Finstown, sur l'île d'Orkney.